# گری هانی
گری هانی (انگلیسی: Gary Honey؛ زادهٔ ۲۶ ژوئیه ۱۹۵۹) ورزشکار دو و میدانی اهل استرالیا است.
وی در مسابقات کشوری و بین‌المللی در مجموع برندهٔ ۲ مدال طلا، ۱ مدال نقره شده‌است.